# Umgestülpter Zuckerhut

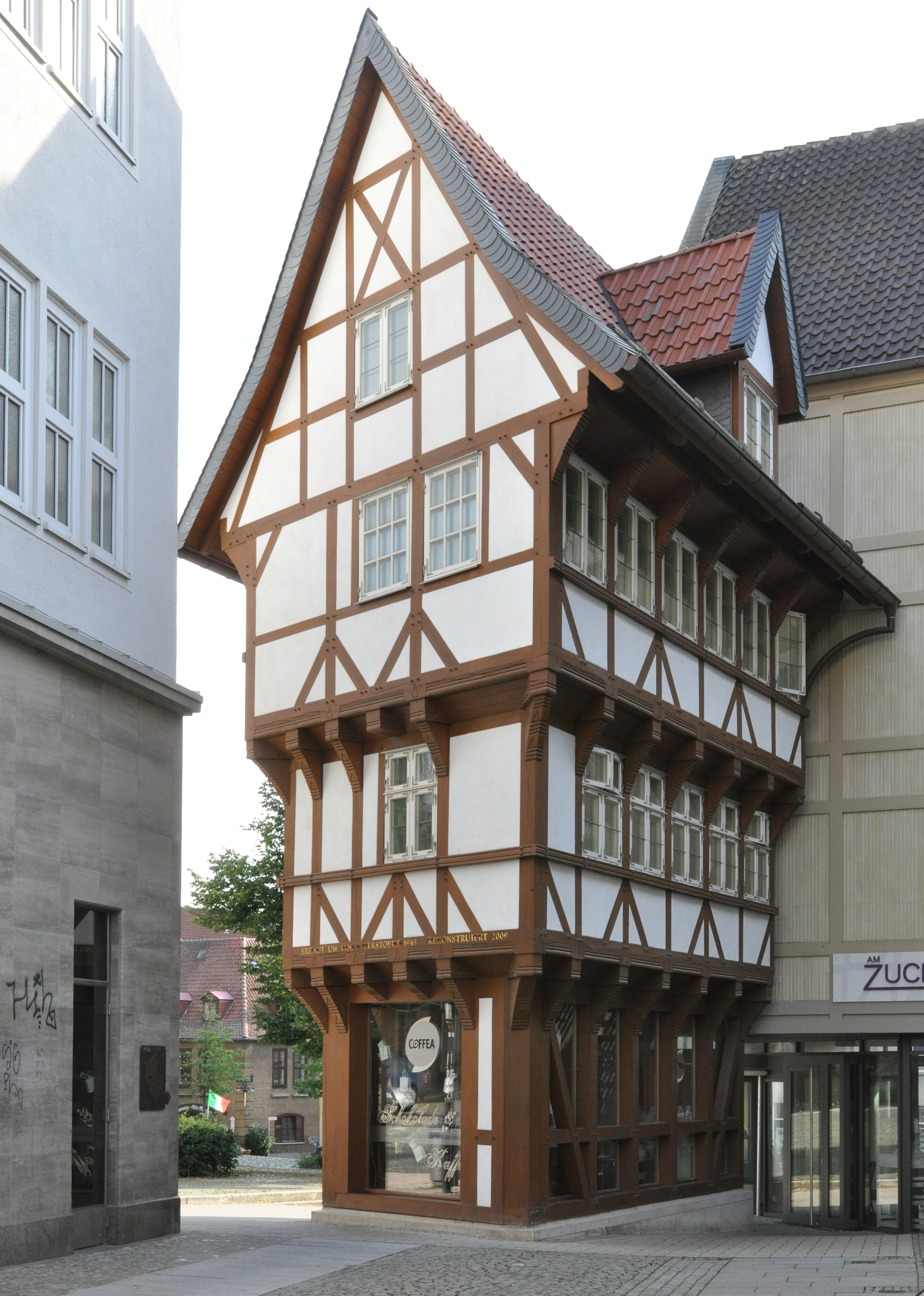
Umgestülpter Zuckerhut, Ansicht von Osten (2014)

Der Umgestülpte Zuckerhut ist ein kleines Fachwerkhaus in Hildesheim in Niedersachsen.

## Geschichte
Der Umgestülpte Zuckerhut befindet sich östlich neben dem Pfeilerhaus am Nordostausgang des Andreasplatzes zum Hohen Weg an der Adresse; es handelt sich um einen Anbau des Pfeilerhauses, mit dem es sich die Adresse Andreasplatz 20 teilt.
Das Fachwerkgebäude zeichnet sich durch kühne Auskragungen an drei Fassadenfronten aus. Die dadurch sich in der Ansicht nach oben verbreiternde, umgekehrt konische Form soll an einen auf den Kopf gestellten Zuckerhut erinnern. Grund für die ungewöhnliche Bauweise war die Ausnutzung eines kleinen Grundstücks. Das Erdgeschoss des Hauses hat eine Grundfläche von nur 17 m², während das zweite Obergeschoss eine Fläche von 29 m² aufweist.
Der ursprüngliche Fachwerkbau des Pfeilerhauses war um 1510 errichtet sowie 1895–1897 umgebaut und instand gesetzt worden. Er wurde im Zweiten Weltkrieg beim Luftangriff auf Hildesheim am 22. März 1945 zerstört. Zusammen mit dem einst prächtig verzierten Pfeilerhaus galt der Umgestülpte Zuckerhut als ein Wahrzeichen der Stadt Hildesheim und war seit dem 19. Jahrhundert ein beliebtes Postkartenmotiv.

## Rekonstruktion
Die umstrittene 2009–2010 ausgeführte Rekonstruktion des Umgestülpten Zuckerhuts geht auf eine Initiative der „Hildesheimer Altstadtgilde“ zurück, die sich im Nachgang zum in den 1980er-Jahren rekonstruierten Knochenhaueramtshaus durch weitere Nachkriegsrekonstruktionen in der kriegszerstörten Stadt Hildesheim einen Namen gemacht hatte.
Ursprünglich sollten nach den Vorstellungen der Altstadtgilde das benachbarte Fachwerkhaus Pfeilerhaus und der Umgestülpte Zuckerhut zusammen „in alter Schönheit wieder erstehen“. Die Stadt entschied aber 2007 gegen eine Rekonstruktion des in der Nachkriegsfassung denkmalgeschützten Pfeilerhauses und so verblieb das Rekonstruktionsprojekt auf den Umgestülpten Zuckerhut begrenzt. Um dessen Nutzung auf eine wirtschaftliche Basis zu stellen, erwarb die Kaiserhausstiftung Heinz Geyer das Pfeilerhaus und bezog es in die Planungen ein. Die Bauplanung stammte von der Architektengemeinschaft Heinz Geyer/HMP. Die Rekonstruktion war nicht allein auf das Äußere der Fassaden beschränkt, sondern umfasste die vollständige zimmermannsmäßige Bauweise. Es wurden 60 Kubikmeter Eichenbalken verbaut und 728 Holznägel für die Holzverbindungen eingesetzt. Der symbolische erste Spatenstich für den rekonstruierenden Neubau erfolgte am 27. Oktober 2009. Die Fertigstellung des Gebäudes war für den 65. Jahrestag des Luftangriffs auf Hildesheim am 22. März 2010  geplant. Das Richtfest musste allerdings witterungsbedingt auf den 3. Februar 2010 verschoben werden, die Einweihung des wiederaufgebauten Gebäudes erfolgte am 8. Oktober 2010.

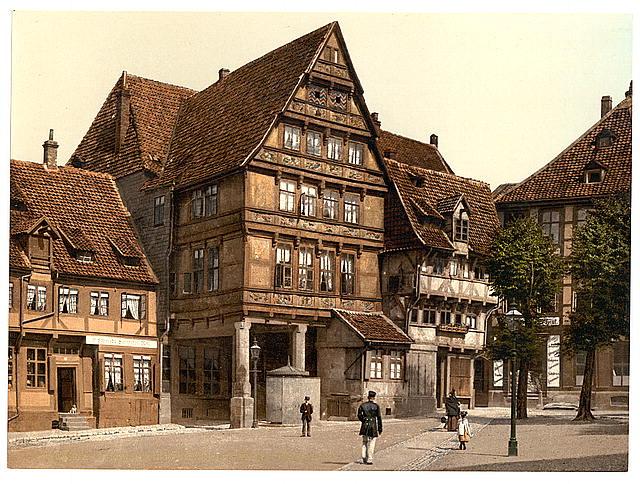
Ansicht von Südwesten: rechts Umgestülpter Zuckerhut, zusammen mit links dem Pfeilerhaus. Vor der Zerstörung im Zweiten Weltkrieg. Abbildung um 1890/1900
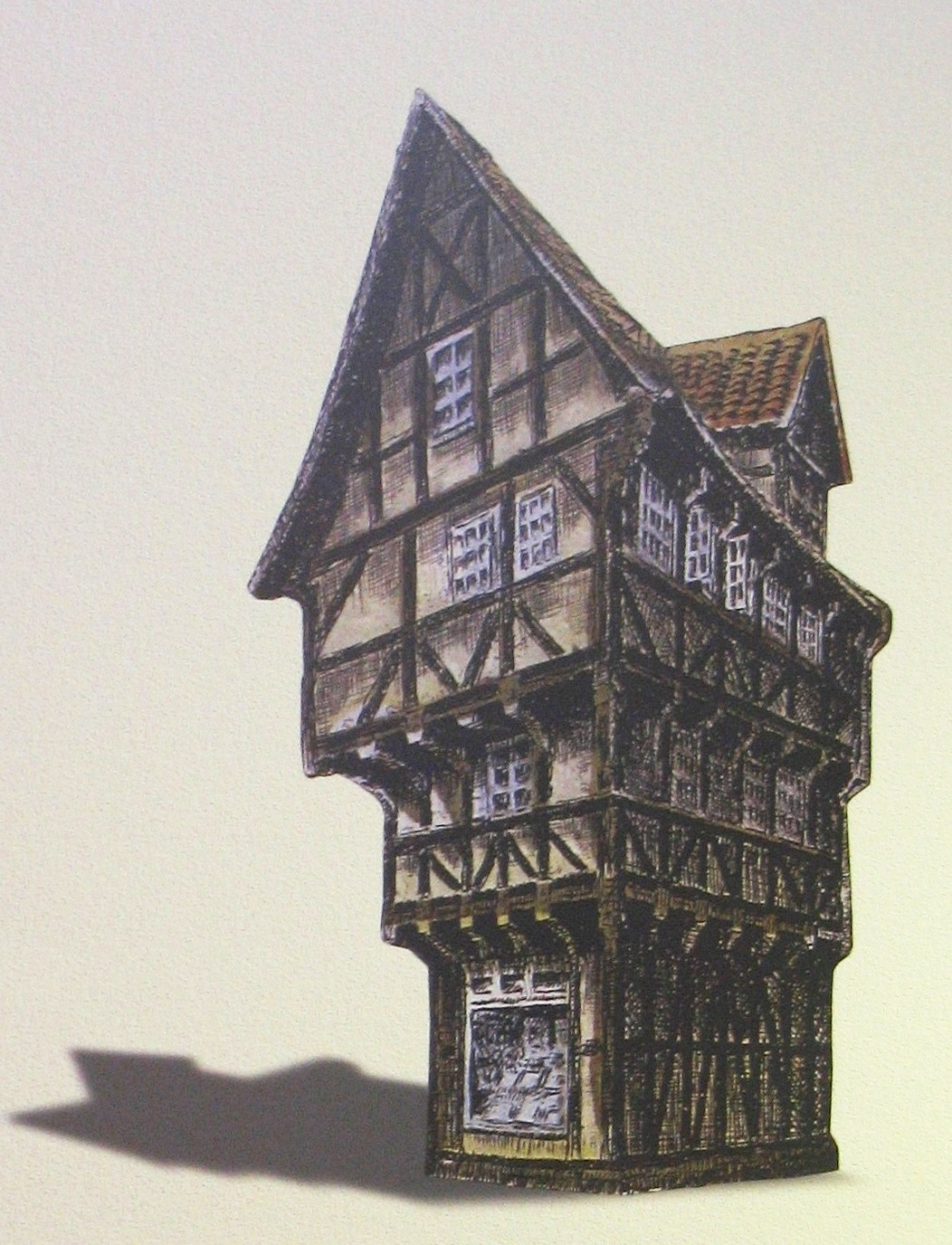
Zeichnung des Vorkriegszustands
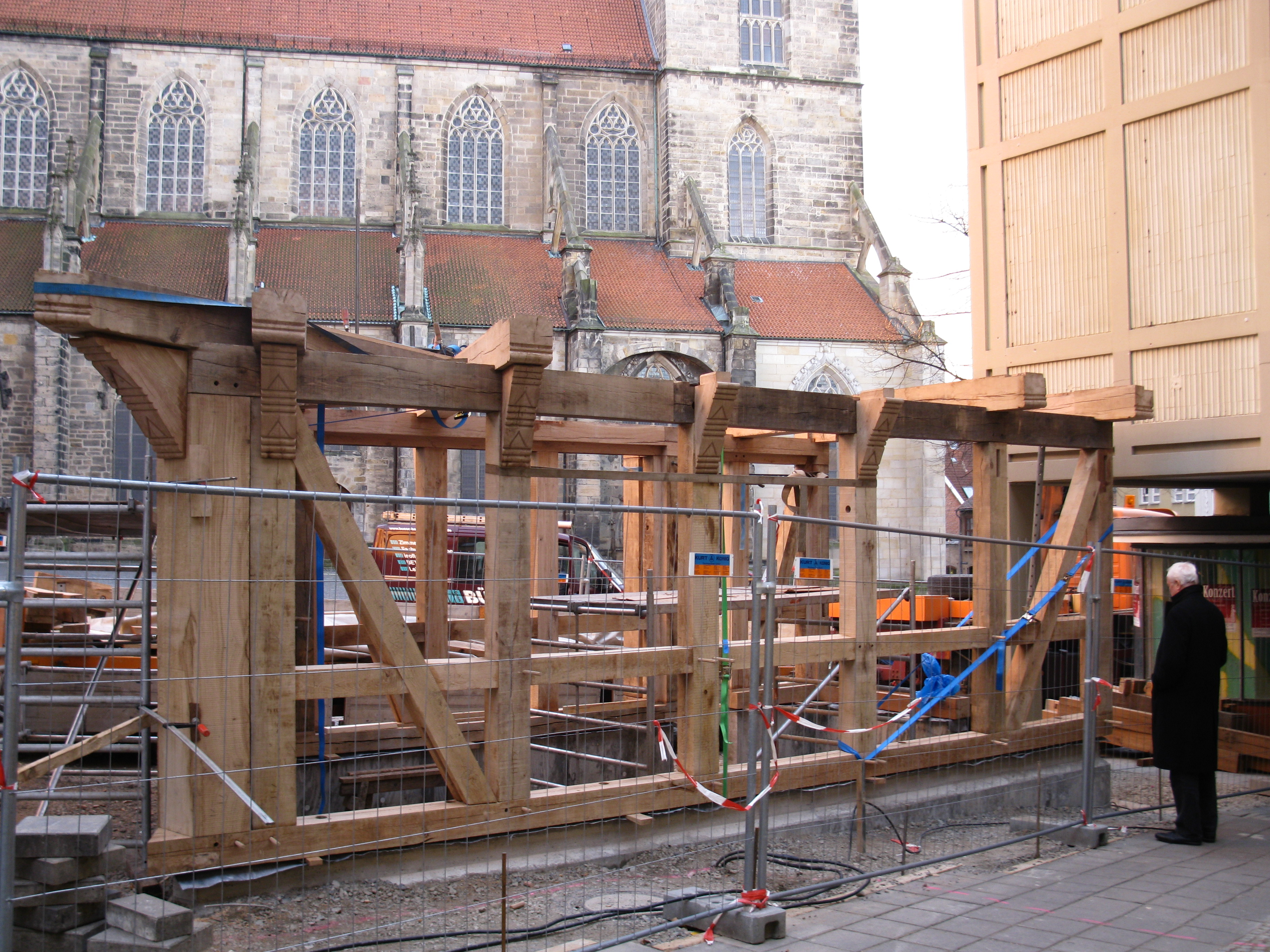
Rekonstruktionsbaustelle (Dezember 2009)
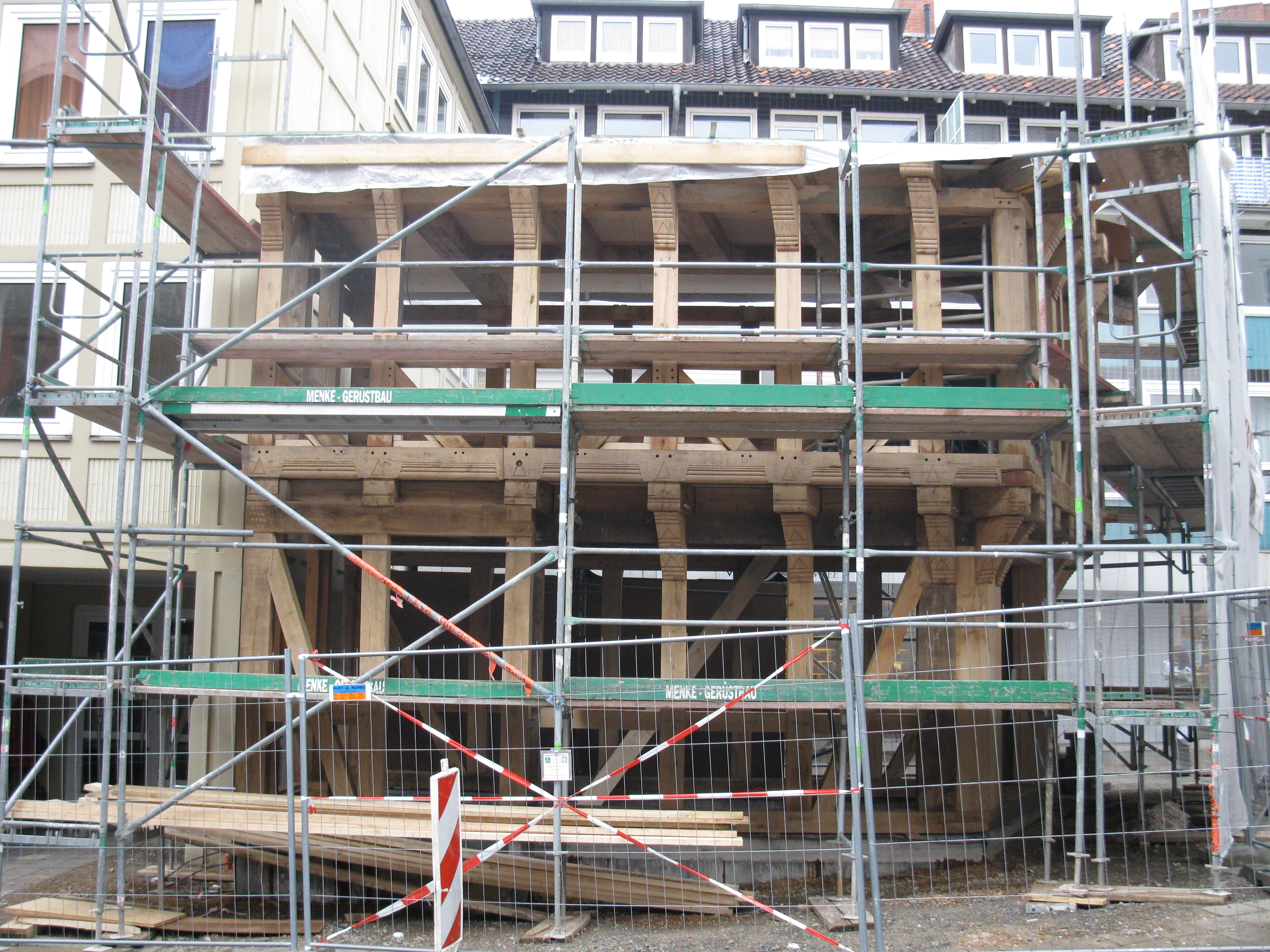
Rekonstruktionsbaustelle (Dezember 2009)
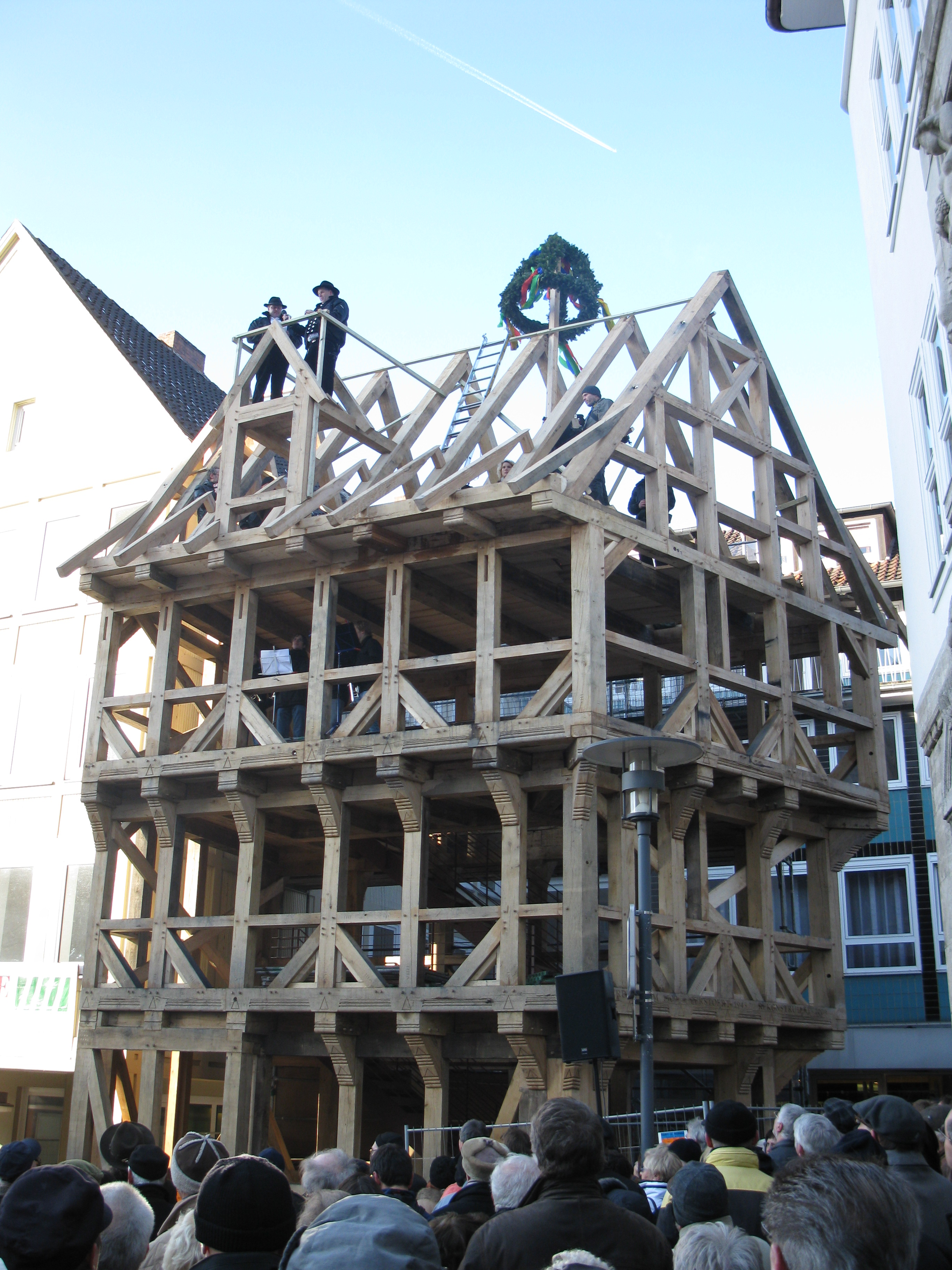
Richtfest, 3. Februar 2010
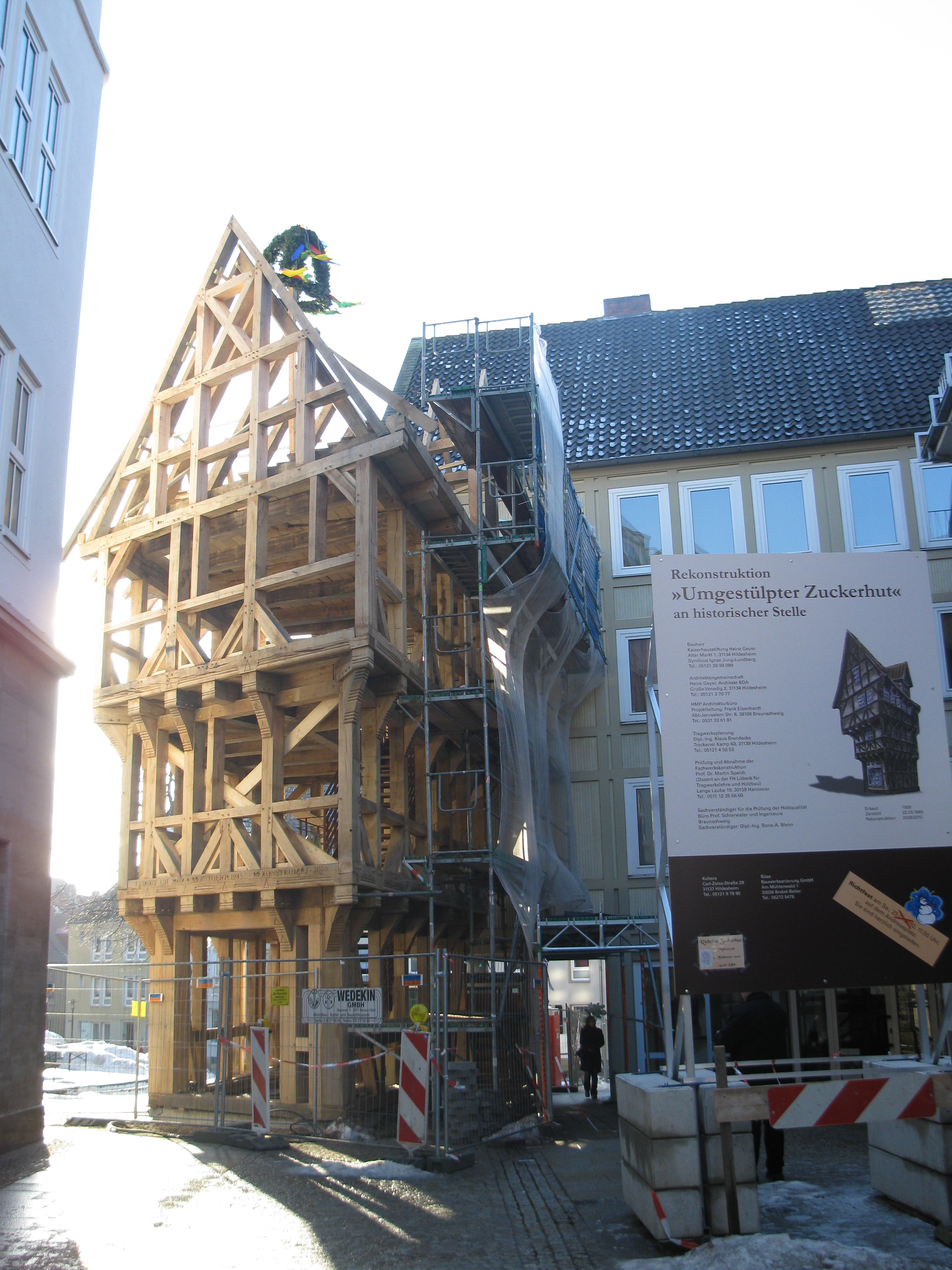
Wiederaufbau mit Richtkranz (Februar 2010)
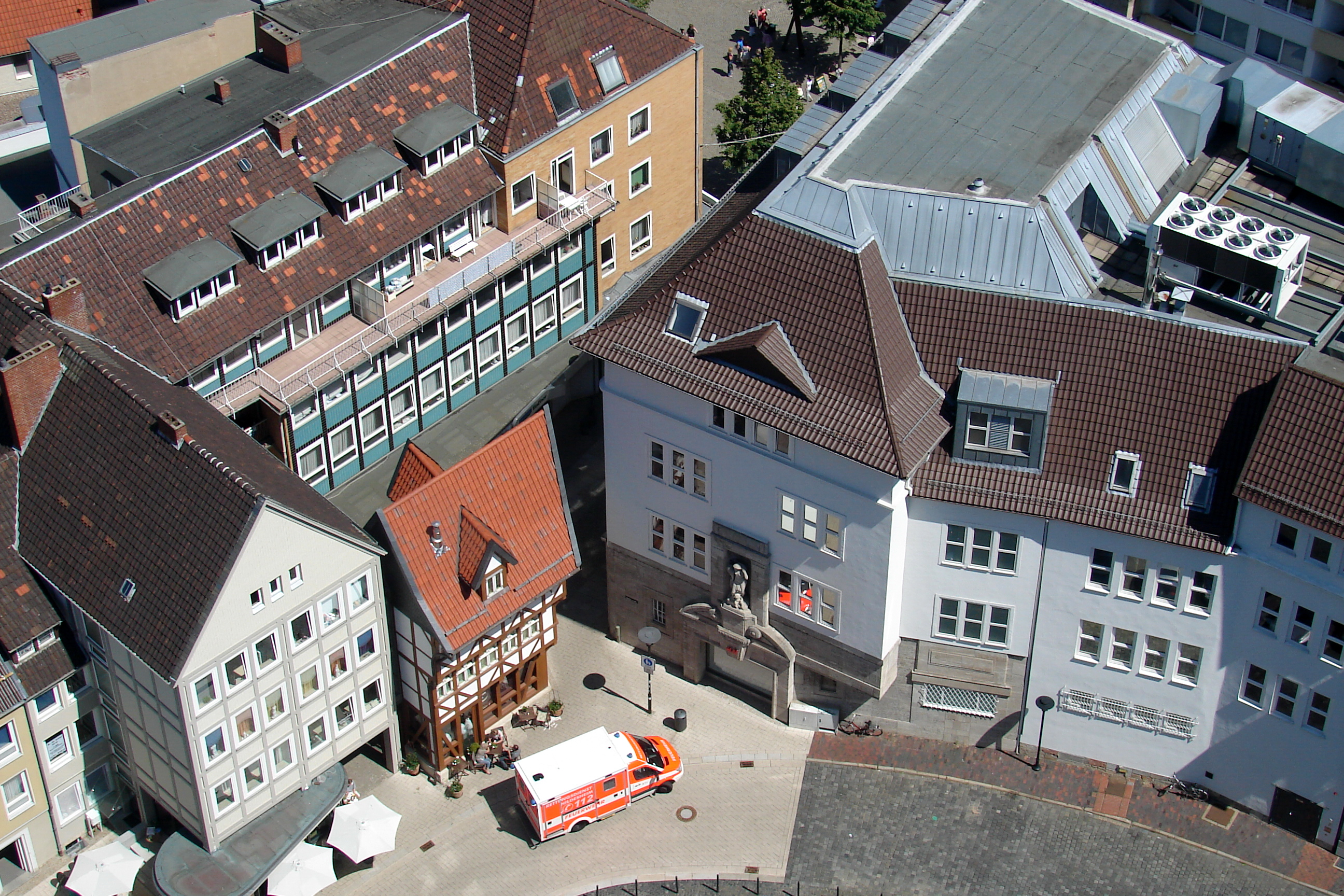
Blick vom Turm der St. Andreaskirche auf den Umgestülpten Zuckerhut (Mai 2012)
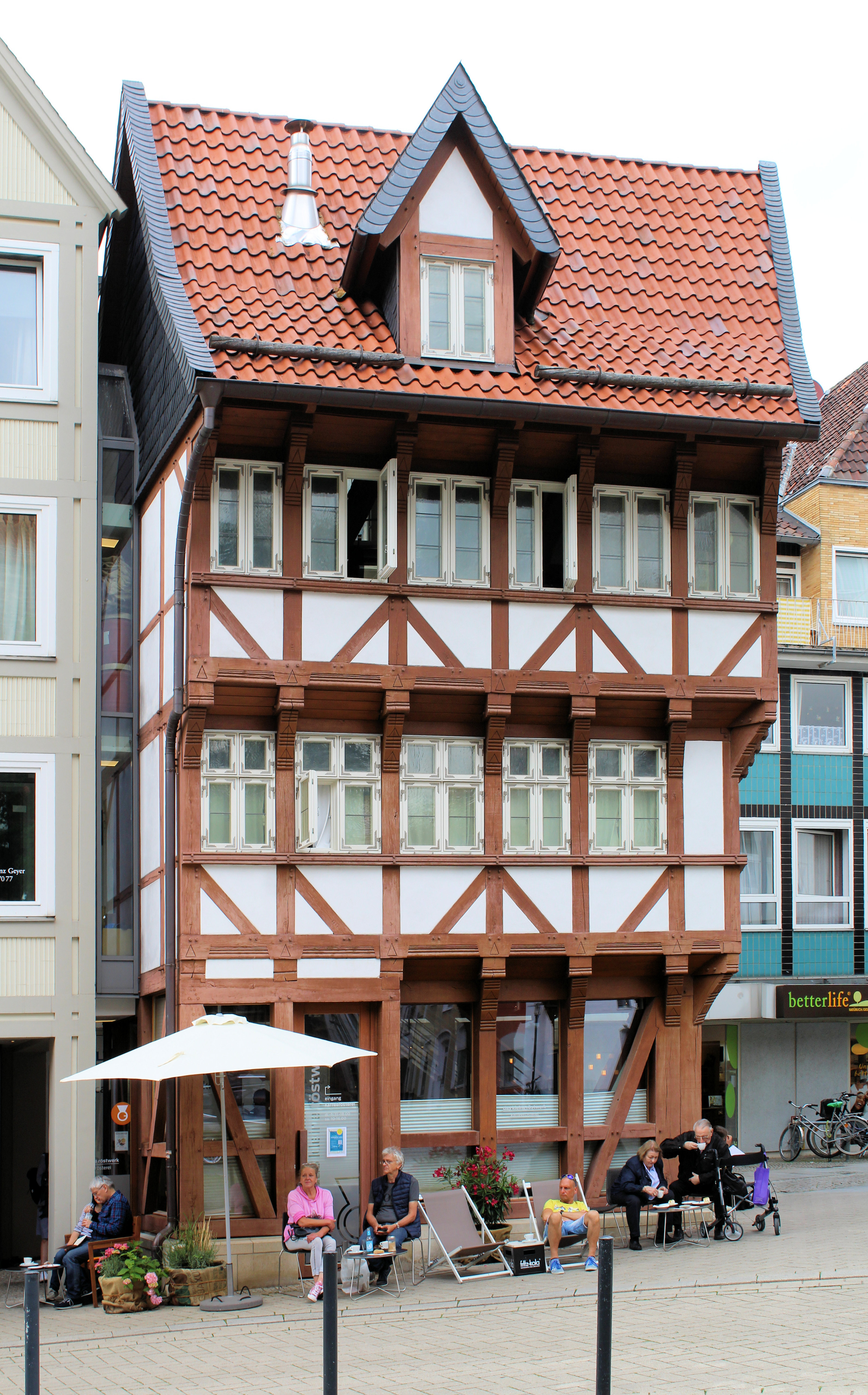
Ansicht von Süden (2019)
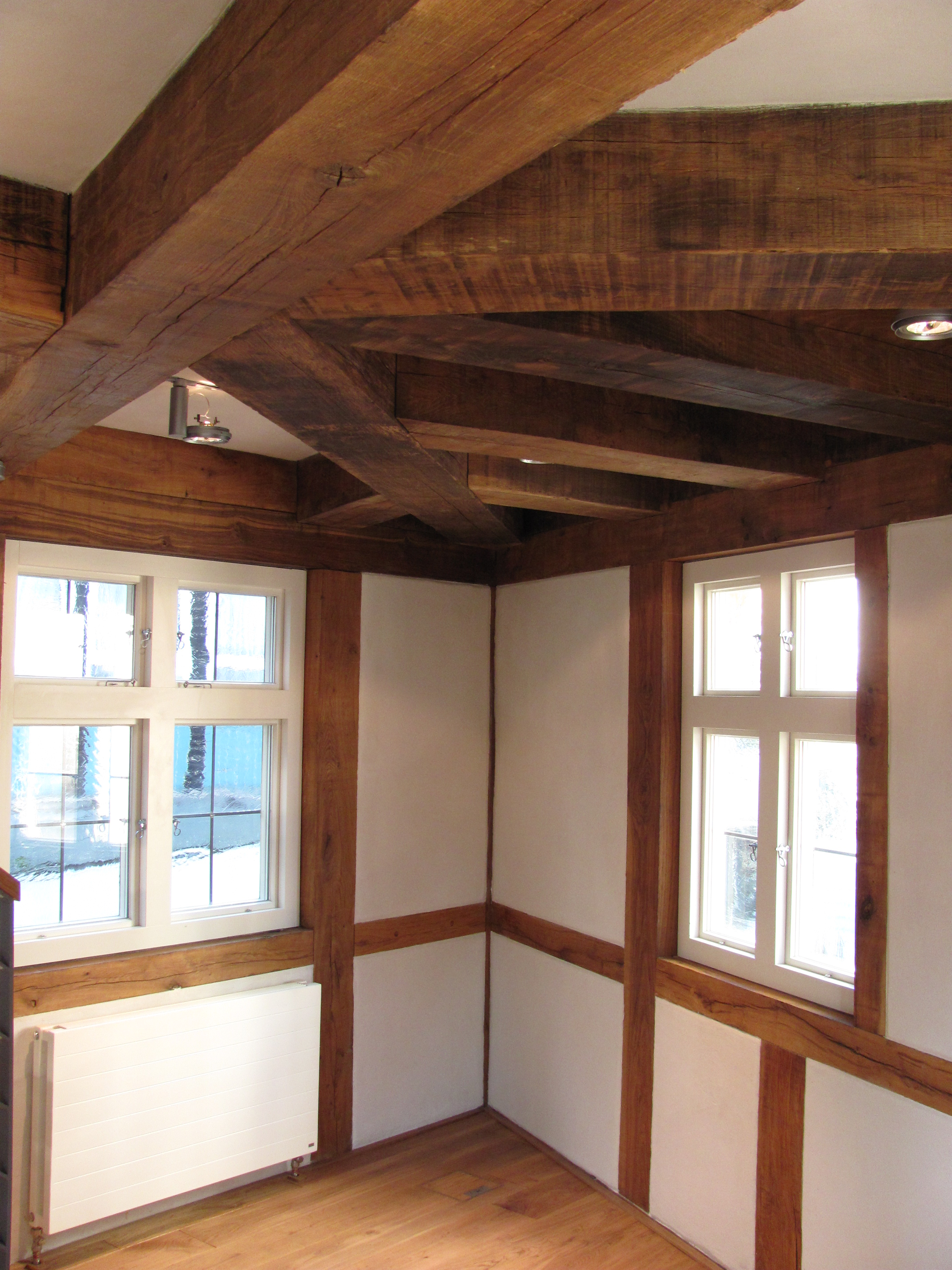
Innenraum im Obergeschoss (2010)